# ドバイ国際映画祭
ドバイ国際映画祭（ドバイこくさいえいがさい、英称 Dubai International Film Festival）は、毎年12月にドバイで開催される映画祭である。

## 歴史
2004年、アラブ世界において映画制作の発展を目的に初開催。本映画祭はアーメド・ビン・サイード・アル・マクトゥームが映画祭名誉会長を中心に、ドバイ・ホールディング傘下のTECOMインベストメンツが運営されている。
映画祭期間中にはジュメイラ・ビーチの大スクリーンで上映会や、映画見本市などが開催されている。

## 日本との関わり
- 第8回(2011年) – 沖田修一監督の『キツツキと雨』が、最優秀脚本賞と最優秀編集賞、役所広司が最優秀男優賞を受章。

また、マンガ家（劇画作家）辰巳ヨシヒロを原作としたエリック・クー監督の『TATSUMI-マンガに革命を起こした男』が同年のムハ・アジアアフリカ長編部門最優秀作品賞を受賞。